# نیروهای نظامی کلمبیا
نیروهای نظامی کلمبیا (به اسپانیایی: Fuerzas Militares de Colombia‎) مجموعه نیروهای مسلح کلمبیا است، که از ارتش ملی کلمبیا، نیروی هوایی کلمبیا و نیروی دریایی کلمبیا تشکیل می‌شود.